# Hochfahrn
Der Hochfahrn ist ein 1263,1 m ü. NHN hoher Berg im Südschwarzwald in Baden-Württemberg.  Er liegt auf dem Gebiet der Gemeinde Oberried rund 14 km südöstlich von Freiburg im Breisgau und 4,6 km nordwestlich des Feldbergs, des höchsten Berges im Schwarzwald.

## Lage und Charakteristik

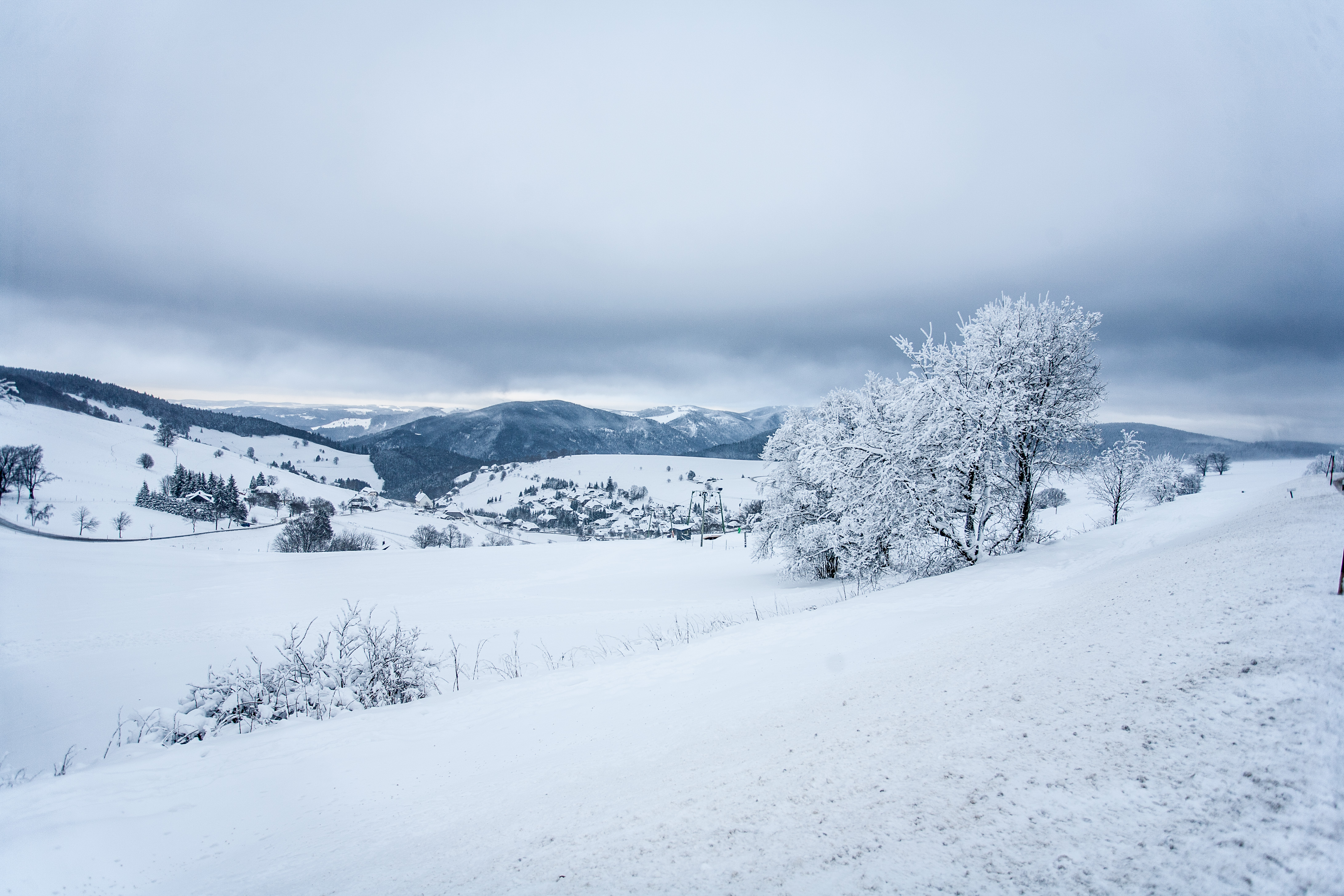
Der Hochfahrn von der winterlichen Halde bei Hofsgrund aus gesehen (Waldgipfel hinten)

Der Hochfahrn ist der äußerste Gipfel des vom Feldberg nach Nordwesten abzweigenden Bergkammes zwischen dem St. Wilhelmer Tal und dem Zastlertal. Dorthin fällt er um rund 580 Meter bzw. gut 700 Meter mit teilweise felsigen Steilhängen ab. Nach Norden, zum Schlempenfeld des Zartener Beckens hin, kommt seine Abdachung sogar auf 800 Höhenmeter, wenn auch weniger steil abfallend. In der steilsten Partie zum Bruggatal hin ragen die bis 100 Meter hohen Räuberfelsen (Geotop) mit der ehemaligen Wilden Schneeburg auf. Unter Kletterern sind sie bekannt als die Gfällfelsen.
Aufgebaut ist der Berg aus Migmatiten und Flasergneis. Die  Räuberfelsen bestehen in Teilen aus einer besonderen und harten Ganggesteinsart, dem Lamprophyr.
Der gesamte Bergstock ist einschließlich der Gipfelkuppe bewaldet. Inselhaft liegen darin einzelne Viehweiden; neben der Gfällmatte im Nordwesten im Süden die großen genossenschaftlichen Weidfelder um die Erlenbacher Hütte und die Stollenbacher Hütte. Letztere kann von Zastler aus angefahren werden. Beide Hütten sind mindestens zeitweise gastronomisch bewirtschaftet. Auf dem nahen Nebengipfel Ruheberg (1136,8 m ü. NHN) ist 2006 ein Naturfriedhof eingerichtet worden.

## Name
Der Name des Berges, von dem in Abwandlungen noch andere im Schwarzwald vorkommen wie Farrenkopf oder Farnwitte, kann auf die Föhre (Kiefer) zurückgeführt werden, oder aber auf Farren für Jungstier(-weide).

## Naturschutz
Die natürliche Vegetation eines hochmontanen Fichten-Tannen-Buchenwaldes ist außer in Steillagen nicht mehr vorhanden und zumeist Fichtenforsten gewichen.
Der Gipfel des Hochfahrn liegt außerhalb von Schutzgebieten. Der Südhang ist aber einbezogen in das Naturschutzgebiet Feldberg. Oberhalb des Zusammenflusses von St. Wilhelmer Talbach und Buselbach ist ein Steilhang als Bannwald Faulbach geschützt. Dieser und die übrigen steilen Südhänge sind zugleich Kernzonen des Biosphärengebiets Schwarzwald.

## Verkehr und Tourismus
Wegen der großen Höhenunterschiede wird der Hochfahrn zumeist von den beiden Wanderparkplätzen an der Gfällmatte (Zufahrt Erlenbacher Hütte) und am Stollenbacher Hof (Zufahrt ab Zastler) erwandert. Auf den eigentlichen Gipfel führt kein Wanderweg; die Zielgebiete sind die aussichtsreichen Hütten und der Feldberg. Im Winter sind an der Stollenbacher Hütte zwei Lifte in Betrieb.
Der 10,4 km lange Tote Mann Berglauf steigt von Oberried aus durch die Nord- und Westhänge des Hochfahrn an und endet am Stollenbacher Sattel.